# Laubertal
Das Naturschutzgebiet Laubertal liegt auf dem Gebiet der  Gemeinde Hardheim  im Neckar-Odenwald-Kreis in Baden-Württemberg. 
Das Gebiet liegt westlich des Hardheimer Ortsteils Schweinberg und nordöstlich des Kernortes von Hardheim. Südlich des Gebietes verläuft die B 27 und fließt der Hardheimer Bach, ein rechter Zufluss der Erf, östlich erhebt sich der 368 Meter hohe Klettenberg. Am westlichen Rand des Gebietes fließt der Laubertalbach, ein rechter Zufluss des Hardheimer Baches.

## Bedeutung
Das 25,1 ha große Gebiet steht seit dem 19. Dezember 1990 unter der Kenn-Nummer 2.137 unter Naturschutz. Es handelt sich um ein „ökologisches Bindeglied zwischen den trockenwarmen Lebensräumen des Tauberlandes und seinen westlichen Ausläufern.“ Das kleinräumig vielgestaltige Gebiet mit verschiedenen Sukzessionsstadien der Halbtrockenrasengesellschaften ist durchmischt mit Gebüschen, Streuobstwiesen und lichten Kiefernbeständen an den Talhängen.